# Edward James (martyr)
Pour les articles homonymes, voir Edward James et James.
Edward James (vers 1557 à Barton dans le Cheshire - 1er octobre 1588 à Chichester dans le West Sussex) est un prêtre catholique anglais, accusé de trahison et exécuté. 

## Biographie
L'histoire d'Edward James ressemble en beaucoup d'aspect à celle d'un autre prêtre martyrisé avec lui Ralph Crockett. Issu de la même région que Crockett, probablement lui aussi converti, il est diplômé du St John's College de l'Université d'Oxford. Désireux de devenir prêtre, il se rend discrètement sur le continent en 1579 afin de rejoindre le Collège anglais de Rome alors tout juste fondé sur le modèle du collège anglais de Douai. Il est accompagné dans son voyage par William Filby. En octobre 1583, il est ordonné prêtre à Rome par l'évêque Thomas Goldwell, un évêque anglais ayant fui l'Angleterre. En avril 1586, il repart pour l'Angleterre. Ils sont quatre prêtres Thomas Bramston, George Potter, Ralph Crockett et lui-même à s'embarquer depuis Dieppe pour Littlehampton. À leur arrivée, ils sont immédiatement reconnus. Arrêtés, ils sont transférés vers la prison de Marshalsea. Avec Ralph Crockett, il y restera emprisonné plus de quatre années avant d'être envoyé à Chichester pour être jugé. Le contexte lui est plus que défavorable. L'expédition militaire espagnole visant à envahir l'Angleterre est un échec. Tous les catholiques sont désormais suspectés d'être des ennemis du royaume. Ordonné prêtre catholique en France, il est doublement suspect. Il est condamné à mort. Il subit la peine réservée aux traîtres à savoir être pendu, traîné sur une claie jusqu'à la potence et mis en quart.

## Vénération
Reconnu comme un martyr catholique, il est béatifié en 1929 par le pape Pie XI avec cent six autres catholiques martyrisés comme lui. Figurant aussi dans la liste des martyrs de Douai, il est vénéré par l'Église catholique le 1er octobre et est compté dans la liste des Cent sept martyrs d'Angleterre et du pays de Galles .

## Voir également